# Дејок
Дејок је био владар из иранске династије Медијаца и први краљ Медијског Царства. Своју владавину започео је крајем 8. века п. н. е.

## Археолошко налазиште града Екбатане
Грчки историчар Херодот наводи да се Дејоков отац звао Фраорт, као и Дејоков син, те како је Дејок био „мудар човек великих могућности и политичких амбиција“ у доба када у регији није било заједничке владе. Становници су га прогласили арбитром локалних племенских спорова, а касније и медијским краљем . У Дејоково доба изграђена је и палача, око које је подигнута пријестолница Екбатана (модерни Хамадан). Херодот описује град :
„Медијци су саградили град Екбатану, с јаким зидинама великих дименизија, који су у круговима опасавали град. Нацрт палате је такав да сваки зид наткрива онај претходни помоћу грудобрана. Природа околине има облик благог брежуљка што одговара наведеном размештају одбране, но положај је углавном продукт људског умећа. Број одбрамбених зидина је седам, а унутар задњег и најмањег налази се краљевска палата и ризница. Спољашњи опсадни зид био је подједнаких димензија зидина у Атини. На том зиду грудобрани су беле боје, на следећем црне, трећем црвене, четвртом плаве, петом наранчасте; зидови су кречени бојама. Задња два грудобрана била су сребрне, односно златне боје. Све наведене фортификације грађене су за Дејока и за обрану његове палаче.“
Дејок је такође успоставио правосудну мрежу широм земље, а организовао је јединицу шпијуна који су контролисали сваки део Медијског Царства . 
Умро је након 53 године владавине, а наследио га је син Фраорт, отац Kијаксара. Његов унук збацио је с власти привремене скитске освајаче и проширио Медијско Царство од Лидије до Бактрије.

## Асирски записи
Име Дејок спомиње се неколико пута у записима који датирају из доба владавине асирског краља Саргона II. из 8. века п. н. е. Дејок се спомиње као покрајински владар (шакну) територија званог Манеја уз границу с Асиријом. Његов син заробљен је у краљевству Урарту, а Дејок је подржавао урартуског краља Руса I против манејског владара Уллусунуа. Саргон II заробио је Дејока и прогнао га заједно с његовом породицом у сиријски град Хаму. 